# Villaria glomerata
Villaria glomerata är en måreväxtart som först beskrevs av Friedrich Gottlieb Bartling och Dc., och fick sitt nu gällande namn av Mulyan. och Colin Ernest Ridsdale. Villaria glomerata ingår i släktet Villaria och familjen måreväxter. Inga underarter finns listade i Catalogue of Life.